# 細眼突吻鱈
細眼突吻鱈為輻鰭魚綱鱈形目鼠尾鱈科的其中一種。

## 分布
本魚分布在中國東海、日本南方、台灣等海域。

## 深度
水深250至790公尺。

## 特徵
本魚頭部中大，佈滿弱棘小鱗，口小，頰部有一細小之鬚，吻部短，其尖端部短，具有特化之棘鱗，突起形成一小節結眼徑小約佔頭長17%。前鰓蓋骨嵴圓突，第一背鰭有一甚長之鰭條，其長度大於頭長的2倍。體被中小型櫛鱗，棘刺細長而尖，略呈平行排列。體色為淺棕色，各邊鰭緣均有漸層之黑色暗邊，為大型鼠尾鱈，體長可達55公分。

## 生態
屬深海底棲性魚類，棲息在混濁的泥沙底質上，肉食性，以小型蝦蟹為食。

## 經濟利用
大型個體可食用，個體小者，多為下雜魚處理。數量多，常見於深海底拖網漁獲物中。